# Rallye Dakar 2013
Navigation
Édition précédente Édition suivante
Le Rallye Dakar 2013 est le 35e Rallye Dakar ; il se déroule pour la cinquième année consécutive en Amérique du Sud. Le départ a été donné le 5 janvier 2013 à Lima, après quatre départs successifs en Argentine, le rallye arrive pour la première fois à Santiago, au Chili. C'est le deuxième parcours en ligne allant du Pérou, Chili, Argentine puis retour au Chili.

## Participants
| Étape | Motos | Autos | Camions | Quads |
| ----- | ----- | ----- | ------- | ----- |
| 1     | 183   | 152   | 75      | 38    |
| 2     | 183   | 151   | 75      | 36    |
| 3     | 171   | 139   | 75      | 35    |
| 4     | 162   | 130   | 71      | 33    |
| 5     | 156   | 120   | 57      | 31    |
| 6     | 151   | 117   | 68      | 30    |
| 7     | 141   | 105   | 64      | 29    |
| 8     | 141   | 105   | 64      | 27    |
| 9     | 140   | 105   | 64      | 27    |
| 10    | 135   | 96    | 64      | 26    |
| 11    | 132   | 93    | 62      | 26    |
| 12    | 128   | 93    | 62      | 26    |
| 13    | 127   | 93    | 61      | 26    |
| 14    | 125   | 92    | 60      | 26    |
| F     | 125   | 91    | 60      | 26    |

## Étapes
Le parcours du Rallye Dakar 2013 est dévoilé par Étienne Lavigne, patron de l'épreuve, le 21 novembre 2012 à Paris. Il comporte quatorze étapes : cinq démarrent en Pérou, quatre partent du Chili et cinq partent d'Argentine. Les concurrents doivent relier Lima à Santiago sur un parcours de 8 400 kilomètres
| Étape | Date       | Départ                | Arrivée               | Catégorie       | Liaison       | Liaison       | Spéciale      | Spéciale      | Total         | Total         | Gagnants de l'étape | Gagnants de l'étape | Gagnants de l'étape | Gagnants de l'étape |
| Étape | Date       | Départ                | Arrivée               | Catégorie       | km            | mi            | km            | mi            | km            | mi            | Motos               | Quads               | Autos               | Camions             |
| ----- | ---------- | --------------------- | --------------------- | --------------- | ------------- | ------------- | ------------- | ------------- | ------------- | ------------- | ------------------- | ------------------- | ------------------- | ------------------- |
| 1     | 5 janvier  | Lima                  | Pisco                 | Tous            | 250           | 156           | 13            | 8             | 263           | 164           | F. López            | I. Flores Seminario | C. Sainz            | G. de Rooy          |
| 2     | 6 janvier  | Pisco                 | Pisco                 | Tous            | 85            | 53            | 242           | 150           | 327           | 203           | J. Barreda Bort     | M. Patronelli       | S. Peterhansel      | G. de Rooy          |
| 3     | 7 janvier  | Pisco                 | Nazca                 | Tous            | 100           | 62            | 243           | 151           | 343           | 213           | F. López            | M. Patronelli       | N. Al-Attiyah       | G. de Rooy          |
| 4     | 8 janvier  | Nazca                 | Arequipa              | Motos           | 429           | 267           | 289           | 180           | 718           | 446           | J. Barreda Bort     | M. Patronelli       | N. Al-Attiyah       | A. Mardeev          |
| 4     | 8 janvier  | Nazca                 | Arequipa              | Autos/Camions   | 429           | 267           | 288           | 179           | 717           | 446           | J. Barreda Bort     | M. Patronelli       | N. Al-Attiyah       | A. Mardeev          |
| 5     | 9 janvier  | Arequipa              | Arica                 | Motos           | 275           | 171           | 136           | 85            | 411           | 255           | D. Casteu           | M. Patronelli       | N. Roma             | H. Stacey           |
| 5     | 9 janvier  | Arequipa              | Arica                 | Autos/Camions   | 337           | 209           | 172           | 107           | 509           | 316           | D. Casteu           | M. Patronelli       | N. Roma             | H. Stacey           |
| 6     | 10 janvier | Arica                 | Calama                | Tous            | 313           | 194           | 454           | 282           | 767           | 477           | F. López            | I. Casale           | N. Al-Attiyah       | G. de Rooy          |
| 7     | 11 janvier | Calama                | Salta                 | Motos           | 586           | 364           | 220           | 136           | 806           | 501           | K. Caselli          | S. Palma            | S. Peterhansel      | G. de Rooy          |
| 7     | 11 janvier | Calama                | Salta                 | Autos/Camions   | 534           | 332           | 220           | 137           | 754           | 469           | K. Caselli          | S. Palma            | S. Peterhansel      | G. de Rooy          |
| 8     | 12 janvier | Salta                 | San Miguel de Tucumán | Motos           | 274           | 170           | 491           | 305           | 738           | 459           | J. Barreda Bort     | S. van Biljon       | G. Chicherit        | Étape annulée       |
| 8     | 12 janvier | Salta                 | San Miguel de Tucumán | Autos           | 379           | 236           | 470           | 292           | 849           | 528           | J. Barreda Bort     | S. van Biljon       | G. Chicherit        | Étape annulée       |
| 8     | 12 janvier | Salta                 | San Miguel de Tucumán | Camions         | 393           | 244           | 155           | 96            | 548           | 341           | J. Barreda Bort     | S. van Biljon       | G. Chicherit        | Étape annulée       |
|       | 13 janvier | San Miguel de Tucumán | San Miguel de Tucumán | Jour de repos   | Jour de repos | Jour de repos | Jour de repos | Jour de repos | Jour de repos | Jour de repos | Jour de repos       | Jour de repos       | Jour de repos       | Jour de repos       |
| 9     | 14 janvier | San Miguel de Tucumán | Córdoba               | Motos           | 259           |               | 593           |               | 852           |               | C. Despres          | L. Laskawiec        | N. Roma             | A. Loprais          |
| 9     | 14 janvier | San Miguel de Tucumán | Córdoba               | Autos           | 258           |               | 593           |               | 851           |               | C. Despres          | L. Laskawiec        | N. Roma             | A. Loprais          |
| 9     | 14 janvier | San Miguel de Tucumán | Córdoba               | Camions         | 406           |               | 293           |               | 699           |               | C. Despres          | L. Laskawiec        | N. Roma             | A. Loprais          |
| 10    | 15 janvier | Córdoba               | La Rioja              | Motos           | 279           | 173           | 357           | 222           | 636           | 395           | J. Barreda Bort     | Ł. Łaskawiec        | O. Terranova        | A. Karginov         |
| 10    | 15 janvier | Córdoba               | La Rioja              | Autos / camions | 279           | 173           | 353           | 219           | 632           | 393           | J. Barreda Bort     | Ł. Łaskawiec        | O. Terranova        | A. Karginov         |
| 11    | 16 janvier | La Rioja              | Fiambalá              | Motos           | 262           | 163           | 221           | 137           | 483           | 300           | K. Caselli          | P. Smith            | R. Gordon           | G. de Rooy          |
| 11    | 16 janvier | La Rioja              | Fiambalá              | Autos / camions | 262           | 163           | 219           | 136           | 481           | 299           | K. Caselli          | P. Smith            | R. Gordon           | G. de Rooy          |
| 12    | 17 janvier | Fiambalá              | Copiapó               | Tous            | 396           | 246           | 319           | 198           | 715           | 444           | F. Verhoeven        | S. Husseini         | N. Roma             | A. Karginov         |
| 13    | 18 janvier | Copiapó               | La Serena             | Tous            | 294           | 183           | 441           | 274           | 735           | 457           | F. López            | S. van Biljon       | R. Gordon           | A. Karginov         |
| 14    | 19 janvier | La Serena             | Santiago du Chili     | Tous            | 502           | 312           | 128           | 80            | 630           | 391           | R. Faria            | S. van Biljon       | N. Roma             | P. Versluis         |

## Classements finaux

### Motos
125 des 183 partants terminent le rallye, soit 68,3 %.
| Pos. | No | Pilote           | Constructeur | Équipe                             | Temps            | Différence       |
| ---- | -- | ---------------- | ------------ | ---------------------------------- | ---------------- | ---------------- |
| 1    | 1  | Cyril Despres    | KTM          | KTM Red Bull Rally Factory Team    | 43 h 24 min 22 s | —                |
| 2    | 11 | Ruben Faria      | KTM          | KTM Red Bull Rally Factory Team    | 43 h 35 min 05 s | +10 min 43 s     |
| 3    | 7  | Francisco López  | KTM          | Tamarugal XC                       | 43 h 32 min 10 s | +18 min 48 s     |
| 4    | 32 | Ivan Jakeš       | KTM          | Nad Ress Adventure Team            | 43 h 48 min 16 s | +23 min 54 s     |
| 5    | 12 | Juan Pedrero     | KTM          | AMV Red Bull KTM Factory Team      | 44 h 19 min 51 s | +55 min 29 s     |
| 6    | 9  | Olivier Pain     | Yamaha       | Yamaha Racing France               | 44 h 30 min 52 s | +1 h 06 min 30 s |
| 7    | 3  | Hélder Rodrigues | Honda        | Team HRC                           | 44 h 35 min 44 s | +1 h 11 min 22 s |
| 8    | 30 | Javier Pizzolito | Honda        | Team HRC                           | 44 h 50 min 29 s | +1 h 26 min 07 s |
| 9    | 15 | Frans Verhoeven  | Yamaha       | Yamaha Netherlands                 | 44 h 50 min 57 s | +1 h 26 min 35 s |
| 10   | 20 | Paulo Gonçalves  | Husqvarna    | Husqvarna Rally Team by Speedbrain | 44 h 52 min 42 s | +1 h 28 min 20 s |

### Autos
90 des 152 partants terminent le rallye, soit 59,2 %.
| Pos. | No  | Pilote               | Copilote            | Constructeur | Équipe                     | Temps            | Différence       |
| ---- | --- | -------------------- | ------------------- | ------------ | -------------------------- | ---------------- | ---------------- |
| 1    | 302 | Stéphane Peterhansel | Jean-Paul Cottret   | Mini         | Monster Energy X-Raid Team | 38 h 32 min 39 s | —                |
| 2    | 301 | Giniel de Villiers   | Dirk Von Zitzewitz  | Toyota       | Imperial Toyota            | 39 h 15 min 01 s | +42 min 22 s     |
| 3    | 307 | Leonid Novitskiy     | Konstantin Zhiltsov | Mini         | Monster Energy X-Raid Team | 40 h 01 min 01 s | +1 h 28 min 22 s |
| 4    | 305 | Nani Roma            | Michel Périn        | Mini         | Monster Energy X-Raid Team | 40 h 09 min 22 s | +1 h 36 min 43 s |
| 5    | 319 | Orlando Terranova    | Paulo Fiúza         | BMW          | X-Raid Team                | 40 h 21 min 49 s | +1 h 49 min 10 s |
| 6    | 308 | Carlos Sousa         | Miguel Ramalho      | Great Wall   | Team Great Wall            | 41 h 10 min 55 s | +2 h 38 min 16 s |
| 7    | 316 | Ronan Chabot         | Gilles Pillot       | SMG          | Toys Motors SMG            | 41 h 50 min 44 s | +3 h 18 min 05 s |
| 8    | 309 | Guerlain Chicherit   | Jean-Pierre Garcin  | SMG          | Astana SMG                 | 42 h 00 min 23 s | +3 h 27 min 44 s |
| 9    | 328 | Pascal Thomasse      | Pascal Larroque     | MD           | MD Rallye Sport            | 43 h 08 min 11 s | +4 h 35 min 32 s |
| 10   | 306 | Lucio Álvarez        | Bernardo Graue      | Toyota       | Overdrive Toyota           | 43 h 18 min 27 s | +4 h 45 min 48 s |

### Quads
26 des 38 partants terminent le rallye, soit 68,4 %.
| Pos. | No  | Pilote               | Constructeur | Temps            | Différence       |
| ---- | --- | -------------------- | ------------ | ---------------- | ---------------- |
| 1    | 250 | Marcos Patronelli    | Yamaha       | 49 h 42 min 42 s | —                |
| 2    | 254 | Ignacio Casale       | Yamaha       | 51 h 33 min 17 s | +1 h 50 min 35 s |
| 3    | 253 | Rafał Sonik          | Yamaha       | 52 h 59 min 31 s | +3 h 16 min 49 s |
| 4    | 256 | Lucas Bonetto        | Honda        | 54 h 18 min 39 s | +3 h 40 min 10 s |
| 5    | 263 | Sebastián Palma      | Can-Am       | 54 h 18 min 39 s | +4 h 35 min 57 s |
| 6    | 265 | Sebastian Husseini   | Honda        | 55 h 22 min 45 s | +5 h 40 min 03 s |
| 7    | 274 | Paul Smith           | Honda        | 55 h 28 min 51 s | +5 h 46 min 09 s |
| 8    | 268 | Ignacio Flores       | Yamaha       | 55 h 52 min 09 s | +6 h 09 min 27 s |
| 9    | 290 | Claudio Clavigliasso | Can-Am       | 56 h 02 min 23 s | +6 h 19 min 41 s |
| 10   | 262 | Luciano Gagliardi    | Yamaha       | 56 h 12 min 18 s | +6 h 29 min 36 s |

### Camions
60 des 75 partants terminent le rallye, soit 80,0 %.
| Pos. | No  | Pilote              | Copilotes                         | Constructeur | Temps            | Différence        |
| ---- | --- | ------------------- | --------------------------------- | ------------ | ---------------- | ----------------- |
| 1    | 501 | Eduard Nikolaev     | Sergey Savostin Vladimir Rybakov  | Kamaz        | 39 h 41 min 43 s | —                 |
| 2    | 505 | Ayrat Mardeev       | Aydar Belyaev Anton Mirniy        | Kamaz        | 40 h 18 min 53 s | +37 min 10 s      |
| 3    | 510 | Andrey Karginov     | Andrey Mokeev Igor Devyatkin      | Kamaz        | 40 h 19 min 40 s | +37 min 57 s      |
| 4    | 500 | Gerard de Rooy      | Tom Colsoul Darek Rodewald        | Iveco        | 40 h 22 min 59 s | +41 min 16 s      |
| 5    | 506 | Martin Kolomý       | René Kilián David Kilián          | Tatra        | 40 h 43 min 30 s | +1 h 01 min 47 s  |
| 6    | 503 | Aleš Loprais        | Serge Bruynkens Radim Pustějovský | Tatra        | 40 h 57 min 53 s | + 1 h 16 min 10 s |
| 7    | 509 | Peter Versluis      | Harry Schuurmans Jurgen Damen     | MAN          | 42 h 13 min 52 s | + 2 h 32 min 09 s |
| 8    | 502 | Marcel van Vliet    | Artur Klein Marcel Pronk          | MAN          | 43 h 03 min 46 s | + 3 h 22 min 13 s |
| 9    | 514 | René Kuipers        | Peter van Eerd Moi Torrallardona  | Iveco        | 43 h 35 min 33 s | + 3 h 53 min 50 s |
| 10   | 516 | Peter van den Bosch | Patrick Bouw Wouter Rosegaar      | DAF          | 44 h 05 min 35 s | + 4 h 23 min 52 s |

## Incidents et accidents
Le 11 janvier 2013, (8h23 heure locale - km 237 du parcours de liaison), le pilote Thomas Bourgin, âgé de 25 ans, originaire de Saint-Étienne et qui participait à son premier Dakar, décède en heurtant une voiture de carabiniers chiliens arrivant en sens inverse.
Par suite de pluies importantes dans la région de San Miguel de Tucumán, l'étape reliant Salta à Tucumán, a été annulée pour les camions et modifiée pour les quads, les motos et les autos. À l'origine divisée en deux secteurs chronométrés, le premier secteur a été annulé. Pour les autos, l'étape a été remportée par G. Chicherit devant O. Terranova et R. Gordon. En revanche, les concurrents n'ayant pas franchis la ligne d'arrivée avant l'heure prévue se voient créditer, sur décision des commissaires de course, du temps réalisé par S. Peterhansel, leader du classement général, soit 2 h 7 min 21 s.
Le 16 janvier 2013, la course Auto/Camion est stoppée au CP1. Les rios traversant la spéciale sont entrés en crue torrentielle. La direction du rallye a décidé de stopper l'épreuve des autos et des camions. Les motos sont passées 2 heures avant.